# قیه‌قشلاقی
قیه‌قشلاقی یکی از روستاهای استان آذربایجان شرقی است که در دهستان ورقه بخش مرکزی شهرستان چاراویماق واقع شده‌است.

## موقعیت جغرافیایی
این روستا در ارتفاع ۱۶۰۰ متری از سطح دریا واقع شده‌است. این روستا از نظر جغرافیایی از سمت شمال باروستای حیدر اباد از جنوب با روستای شور قره کند از سمت شرق باروستای احمداباد و از سمت غرب باروستای امین اباد و سوغانچی همسایه است.جمعیت این روستا در سال ۹۵ این روستا ۳۰ نفر است.شغل بیشتر مردم این روستا کشاورزی و دامداری است.